# Agrippas trilemma
 For alternative betydninger, se Agrippa.
 Der er for få eller ingen kildehenvisninger i denne artikel, hvilket er et problem. Du kan hjælpe ved at angive troværdige kilder til de påstande, som fremføres i artiklen.

Agrippas trilemma er et skeptisk argument for, at en påstand ikke kan begrundes logisk. Agrippas trilemma tilskrives Agrippa skeptikeren, om hvem man ved meget lidt. Det er også kendt som Fries'- eller Münchhausens trilemma (efter Baron von Münchhausen, der siges at have trukket sig selv og sin hest op af en sump ved at hive sig selv i håret).
Agrippa mente, at enhver påstand må underbygges ved én af tre lige (logisk set) ugyldige muligheder:
- Påstanden underbygges af en ny påstand, der så igen skal underbygges. Dette leder til en evig regres, dvs. en uendelig række af påstande med det formål at bevise den første. Eksempel: Askebægeret står på bordet, fordi tyngdekraften trækker det nedad, mens bordet holder det oppe. Tyngdekraften trækker askebægeret nedad fordi...

- Påstanden underbygges af en argumentationskæde, der tager sit udgangspunkt i en vilkårlig, dogmatisk antagelse. Eksempel: Askebægeret står på bordet, fordi det kan jeg se. Her er antagelsen, at sanseerfaringen giver et 'sandt' billede af virkeligheden. Matematiske beviser er opbygget på denne måde. Men når argumentationen tager sit udgangspunkt i en aksiomatisk antagelse, kan den ikke føre til andet end nye antagelser.

- Den sidste mulighed er at bevise en påstand vha. påstanden selv. Eksempel: Askebægeret står på bordet, fordi bordet er under askebægeret (hvad der per definition er det samme). Dette kaldes en cirkulær bevisførelse og er ikke et validt argument.

Således er enhver argumentation logisk umulig, mente Agrippa.

## Kritik
En åbenlys indvending imod Agrippas trilemma er det paradoks, at konklusionen (logisk bevis er umuligt) selv kan gendrives med Agrippas trilemma. Mere specifikt, at Agrippas trilemma tager udgangspunkt i en dogmatisk antagelse om, at der alene findes tre muligheder for begrundelse af en påstand. Derved bliver Agrippas trilemma i sig selv ikke mere end en ubegrundet påstand. Denne kritik ligner i sin form løgnens paradoks, hvor en påstand modsiger sig selv.